# Colletes aethiops
Colletes aethiops is een vliesvleugelig insect uit de familie Colletidae. De wetenschappelijke naam van de soort is voor het eerst geldig gepubliceerd in 1868 door Cresson.